# Branca (araldica)
Branca è un termine utilizzato in araldica per la zampa di leone, orso, lupo o d'altro animale.
Rappresenta fortezza e valore.
Si può rappresentare recisa, strappata, sanguinosa, posta in palo o in fascia, movente da un lato dello scudo, piegata in scaglione rovesciato o passata in decusse.

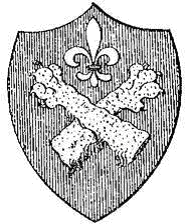
Due branche di leone in decusse
Di rosso alla branca di leone d'oro, in banda (Osnago)
Branca di leone, recisa, posta in sbarra, afferrante un'ascia (Asciano)
Branca d'orso strappata di nero (stemma di Vörå, Finlandia, in uso dal 1955 al 2006)
Branca d'orso (Kölliken, Svizzera)